# Glaisher (cràter)

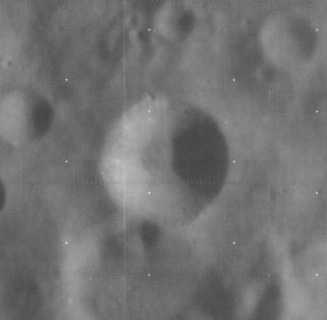
Fotografia de la missió Lunar Orbiter 4 (1967)

Glaisher és un cràter d'impacte lunar que es troba a la regió de la frontera sud-oest del Mare Crisium. Es troba al sud-oest del cràter inundat de lava Yerkes, i a l'oest-nord-oest de la parella de cràters integrada per Greaves i Lick. Està envoltat per un anell de cràters satèl·lits de diverses dimensions, amb els més grans generalment disposats cap al sud de Glaisher.
Aquest cràter és circular, amb un interior en forma de bol i una petita plataforma al punt mitjà. El cràter no ha estat erosionat de manera significativa per impactes posteriors. Una formació fusionada amb forma de doble cràter està unit al seu costat sud, formada per Glaisher E en el costat nord-oest i Glaisher G al sud-est.
El cràter deu el seu nom a James Glaisher. La denominació va ser aprovada per la UAI en 1935.

## Cràters satèl·lit
Per convenció, aquests elements són identificats als mapes lunars posant la lletra al costat del punt mitjà del cràter que està més prop de Glaisher.
|          | \| Glaisher \| Coordenades \| Diàmetre \| \| -------- \| ------------------------------------ \| -------- \| \| A \| 12° 54′ N, 50° 42′ E / 12.9°N,50.7°E \| 19 km \| \| B \| 12° 36′ N, 50° 06′ E / 12.6°N,50.1°E \| 18 km \| \| E \| 12° 42′ N, 49° 12′ E / 12.7°N,49.2°E \| 21 km \| \| F \| 13° 42′ N, 50° 00′ E / 13.7°N,50.0°E \| 7 km \| \| G \| 12° 24′ N, 49° 30′ E / 12.4°N,49.5°E \| 20 km \| \| H \| 13° 48′ N, 49° 36′ E / 13.8°N,49.6°E \| 5 km \| \| L \| 13° 24′ N, 48° 48′ E / 13.4°N,48.8°E \| 7 km \| \| M \| 13° 06′ N, 48° 36′ E / 13.1°N,48.6°E \| 5 km \| \| N \| 13° 06′ N, 47° 30′ E / 13.1°N,47.5°E \| 7 km \| \| V \| 11° 06′ N, 49° 54′ E / 11.1°N,49.9°E \| 12 km \| \| W \| 12° 24′ N, 47° 36′ E / 12.4°N,47.6°E \| 46 km \| |          |
| Glaisher | Coordenades | Diàmetre |
| A        | 12° 54′ N, 50° 42′ E / 12.9°N,50.7°E | 19 km    |
| B        | 12° 36′ N, 50° 06′ E / 12.6°N,50.1°E | 18 km    |
| E        | 12° 42′ N, 49° 12′ E / 12.7°N,49.2°E | 21 km    |
| F        | 13° 42′ N, 50° 00′ E / 13.7°N,50.0°E | 7 km     |
| G        | 12° 24′ N, 49° 30′ E / 12.4°N,49.5°E | 20 km    |
| H        | 13° 48′ N, 49° 36′ E / 13.8°N,49.6°E | 5 km     |
| L        | 13° 24′ N, 48° 48′ E / 13.4°N,48.8°E | 7 km     |
| M        | 13° 06′ N, 48° 36′ E / 13.1°N,48.6°E | 5 km     |
| N        | 13° 06′ N, 47° 30′ E / 13.1°N,47.5°E | 7 km     |
| V        | 11° 06′ N, 49° 54′ E / 11.1°N,49.9°E | 12 km    |
| W        | 12° 24′ N, 47° 36′ E / 12.4°N,47.6°E | 46 km    |